# Francisco Zelada
Francisco Zelada (Colonia del Sacramento, Virreinato de la Plata, 1790 - Buenos Aires, Argentina, 9 de julio de 1863) fue un militar argentino que comandó la columna más septentrional del Ejército de los Andes durante el Cruce de la Cordillera de los Andes, cruzando el Paso de Come-Caballos y liberando la ciudad de Copiapó y su jurisdicción.

## Biografía
Se incorporó al ejército real con apenas 11 años de edad y combatió contra las Invasiones Inglesas. En 1811 se incorporó a la primera campaña a la Banda Oriental como ayudante del coronel Hilarión de la Quintana. Durante la segunda campaña participó en la Batalla de Cerrito como capitán del Regimiento de Pardos y Morenos.
A mediados del año 1814 se incorporó al Ejército del Norte e hizo la Tercera expedición auxiliadora al Alto Perú con el grado de teniente coronel, participando en la Batalla de Sipe Sipe como jefe del Regimiento Nro. 6 de Infantería.
Instalado con el resto del Ejército del Norte en San Miguel de Tucumán, el general Manuel Belgrano lo puso al mando de una columna que debía efectuar el Cruce de los Andes hacia Chile desde La Rioja.
Instalado en La Rioja al frente de 50 hombres de infantería, incorporó a su columna unos 80 auxiliares riojanos, al mando del capitán Nicolás Dávila y de su segundo, Benito Villafañe. Gran parte de los caballos, mulas y alimentos que utilizaban habían sido donados o reunidos por la poderosa familia Dávila y por el comandante del Departamento de los Llanos, Facundo Quiroga.
Tras varios meses de preparación, las fuerzas se trasladaron a fines de 1816 al pueblo de Guandacol, donde recibieron algún armamento enviado por el comandante del Ejército de los Andes, José de San Martín. Éste ascendió a Zelada al grado de coronel.
Las expedición partió hacia Chile el 5 de enero de 1817, iniciando el cruce de la Cordillera de los Andes el día 17 de enero, el mismo día que también lo iniciaban las demás columnas, incluidas las dos principales, al mando de San Martín y Las Heras.
Tras pasar junto a la Laguna Brava, cruzaron el Paso de Come-Caballos, avanzando hacia el oeste. El 1 de febrero, las fuerzas se dividieron: la división de Dávila marchó directamente sobre la ciudad de Copiapó, que fue ocupada sin lucha el 13 de febrero y donde se organizó el gobierno de la provincia con algunos patriotas que no habían huido tras la reconquista realista de Chile.
Por su parte, Zelada marchó con el resto en persecución de las escasas fuerzas realistas, que habían huido desde Copiapó hacia el sur, alcanzándolas y derrotándolas en el Combate de Huasco, del día 16 de febrero. Desde allí retornó sobre Copiapó.
Posteriormente se incorporó al grueso del Ejército de los Andes y participó en la Batalla de Maipú.
Se instaló en la provincia de San Juan y participó en la guerra civil, y combatió a órdenes del gobernador de Córdoba, Juan Bautista Bustos, contra el caudillo chileno José Miguel Carrera.
Poco después se retiró a la vida privada y se dedicó a la ganadería.